# ミチャエル・アミル・ムリージョ
ミチャエル・アミル・ムリージョ・ベルムデス（Michael Amir Murillo Bermudez、1996年2月11日 - ）は、パナマ・パナマ市出身のプロサッカー選手。リーグ・アン・オリンピック・マルセイユ所属。パナマ代表。ポジションはDF。
名前はスペイン語では英語読みに近い「マイケル」と発音される。

## 経歴

### クラブ
サンフランシスコFCでプロキャリアをスタート。
2017年2月18日、ニューヨーク・レッドブルズに1シーズンレンタル移籍することが発表された。11月11日、レッドブルズに完全移籍。
2019年12月6日、RSCアンデルレヒトと2023年までの契約を結んだ。
2023年8月30日、オリンピック・マルセイユに5年契約で移籍した。

### 代表
2016年に代表デビュー。4月27日、マルティニーク代表戦で初ゴール。
2018年夏、2018 FIFAワールドカップに参加。

## 代表歴

### 出場大会
- パナマ代表
  - 2018 FIFAワールドカップ

### 試合数
- 国際Aマッチ 70試合 8得点（2016年-）[8]

| パナマ代表 | 国際Aマッチ | 国際Aマッチ |
| 年         | 出場        | 得点        |
| ---------- | ----------- | ----------- |
| 2016       | 5           | 1           |
| 2017       | 14          | 1           |
| 2018       | 10          | 0           |
| 2019       | 8           | 0           |
| 2020       | 2           | 0           |
| 2021       | 11          | 0           |
| 2022       | 11          | 2           |
| 2023       | 9           | 4           |
| 2024       |             |             |
| 通算       | 70          | 8           |

### 得点
| No | 開催日        | 開催地                 | 対戦国         | スコア | 結果 | 試合概要                    |
| -- | ------------- | ---------------------- | -------------- | ------ | ---- | --------------------------- |
| 1. | 2016年4月27日 | フォール＝ド＝フランス | マルティニーク | 1–0    | 2–0  | 親善試合                    |
| 2. | 2017年7月15日 | クリーブランド         | マルティニーク | 1–0    | 3–0  | 2017 CONCACAFゴールドカップ |

## タイトル

### クラブ
サンフランシスコ
- コパ・パナマ: 2015

ニューヨーク・レッドブルズ
- サポーターズ・シールド: 2018

### 個人
- CONCACAFチャンピオンズリーグベストXI: 2018[9]